# Iglesia Anglicana Providencia
La Iglesia Anglicana Providencia (en inglés: Anglican Church Providencia) es una comunidad cristiana de culto anglicano bilingüe (en inglés y español) y una de las diecinueve iglesias de la Diocésis Anglicana de Santiago, la que a su vez forma parte y depende en jerarquía de la Iglesia Anglicana de Chile. Se encuentra ubicado en la comuna chilena de Providencia, en Santiago. La comunidad ocupa el templo de la Santiago Community Church, una comunidad interdenominacional de tradición anglicana.

## Historia
En 1975, el Obispo Colin Bazley fue trasladado de su cargo de la Iglesia anglicana de América del Sur en Temuco hacia Santiago, con el fin de misionar y reunir a los anglicanos de la capital chilena, en especial a los habitantes de fe anglicana de la zona nororiente de la ciudad y que no contaban con un templo de esa religión en las cercanías. Esto formó parte de una segunda fase de evangelización protestante del anglicanismo chileno en la ciudad, que ya había comenzado en 1966 con la apertura de la Iglesia Anglicana Resurrección en Renca. En consecuencia, a mediados de septiembre de 1978, fue inaugurada la Iglesia Providencia, siendo nombrado el Rev. Alfredo Cooper como su primer pastor.

## Concilio
El concilio o Equipo Pastoral de la Iglesia está conformado por seis miembros, dirigidos por su Presidente y actual pastor, el Rvdo. Christian Concha. 